# 白糠丘陵
白糠丘陵（しらぬかきゅうりょう）は、北海道南東部にある丘陵。釧路総合振興局と十勝総合振興局の境界を成す丘陵であり、南北に約50kmの長さを持つ。北は雌阿寒岳に連なる山地、東は釧路平野、西は十勝平野に接し、南は太平洋に臨む。

## 概要
第三紀末から第四紀初めにかけ侵食が進み、いったん平坦な地形に変わったのち地盤が隆起し、侵食が復活した。
地質は第三紀層が大部分を占めており石炭を産出するため、雄別炭鉱や庶路炭鉱、上茶路炭鉱、尺別炭鉱、浦幌炭鉱といった数多くの炭鉱を有したが、1970年（昭和45年）までに全て閉山した。

## 白糠丘陵を構成する山岳
北部山岳より記す。小数点以下が記載された座標は最高点に位置する三角点の座標。三角点の等級は本来漢数字であるが、再配列可能な表のためアラビア数字で表記している。
| 名称           | 標高    | 三角点 | 点名     | 位置                                                                | 源流                                          |
| -------------- | ------- | ------ | -------- | ------------------------------------------------------------------- | --------------------------------------------- |
| ウコタキヌプリ | 747 m   | --     | --       | 北緯43度12分31秒 東経143度47分51秒 / 北緯43.20861度 東経143.79750度 | 六の沢川 ルウクシチャロ川 パウシ川 ロンメイ川 |
| 雨後滝山       | 745.1 m | 1等    | 雨後滝山 | 北緯43度12分16秒 東経143度47分37秒 / 北緯43.20444度 東経143.79361度 | 稲牛川 本別川 アツキ川                        |
| 滝ノ上山       | 567.5 m | 1等    | 滝上山   | 北緯43度09分38秒 東経143度59分19秒 / 北緯43.16056度 東経143.98861度 | --                                            |
| 義経山         | 294 m   | --     | --       | 北緯43度07分22秒 東経43度38分02秒 / 北緯43.12278度 東経43.63389度   | --                                            |
| ユケランヌプリ | 721.3 m | 2等    | 雪乱山   | 北緯43度05分16秒 東経143度46分17秒 / 北緯43.08778度 東経143.77139度 | 音別川 ポンオンベツ沢川 ソウオンベツ沢川      |
| 鍛高山         | 395 m   | --     | --       | 北緯43度05分02秒 東経144度00分29秒 / 北緯43.08389度 東経144.00806度 | タンタカ沢 石の花川                           |
| 幌内山         | 279.7 m | 1等    | 幌内山   | 北緯43度05分07秒 東経143度34分45秒 / 北緯43.08528度 東経143.57917度 | --                                            |
| 川流布山       | 634.3 m | 3等    | 川流布山 | 北緯43度04分52秒 東経143度43分26秒 / 北緯43.08111度 東経143.72389度 | 川流布川                                      |
| 霧裏山         | 612.6 m | 1等    | 霧裏山   | 北緯43度00分59秒 東経143度43分17秒 / 北緯43.01639度 東経143.72139度 | チャンベツ川 ムリ川 ポンリニナイ沢川          |
| 馬髭岳         | 568.3 m | 3等    | 馬鬣ヶ嶽 | 北緯42度58分21秒 東経143度43分44秒 / 北緯42.97250度 東経143.72889度 | オタコブシ沢川 六号沢川 ソウウンベツ川        |
| 留真山         | 421.2 m | 2等    | 留心山   | 北緯42度55分18秒 東経143度41分11秒 / 北緯42.92167度 東経143.68639度 | 留真温泉                                      |

## 主な河川
- 阿寒川
  - 舌辛川
- 庶路川
- 茶路川
- 音別川
  - ムリ川
- 浦幌川
- 下頃辺川[1]
- 十弗川[1]
- 本別川[1]

## 施設
- 道東林道
- 庶路ダム
- 留真温泉